# Tweede Kamerverkiezingen 1998/Kandidatenlijst/PvdA
De kandidatenlijst voor de Tweede Kamerverkiezingen 1998 van de PvdA was als volgt:

## De lijst
- vet: verkozen
- schuin: voorkeurdrempel overschreden

1. Wim Kok - 2.198.395 stemmen
2. Jacques Wallage - 29.271
3. Karin Adelmund - 70.941
4. Margreeth de Boer - 18.405
5. Ad Melkert - 8.908
6. Tineke Netelenbos-Koomen - 7.805
7. Jan Pronk - 39.958
8. Willem Vermeend - 4.040
9. Margo Vliegenthart - 3.465
10. Judith Belinfante - 6.266
11. Rick van der Ploeg - 6.646
12. Khadija Arib - 4.438
13. Jan van Zijl - 871
14. Marleen Barth - 1.336
15. Anneke van Dok-van Weele - 1.088
16. Rob Oudkerk - 3.682
17. Ella Kalsbeek-Jasperse - 1.814
18. Frans Timmermans - 7.561
19. Marjet van Zuijlen - 2.266
20. Ferd Crone - 410
21. José Smits - 719
22. Dick de Cloe - 1.013
23. Desirée Duijkers - 591
24. Mariëtte Hamer - 648
25. Jeltje van Nieuwenhoven - 1.470
26. Adri Duivesteijn - 599
27. Laurette Spoelman - 1.211
28. Wouter Gortzak - 672
29. Lucy Kortram - 1.585
30. Gerritjan van Oven - 1.059
31. Rob van Gijzel - 7.026
32. Saskia Noorman-den Uyl - 5.071
33. Bert Middel - 1.241
34. Sharon Dijksma - 6.234
35. Bert Koenders - 430
36. Marja Wagenaar - 931
37. Peter Rehwinkel - 1.306
38. Martin Zijlstra - 1.356
39. Wouter Bos - 1.281
40. Peter van Heemst - 799
41. Nebahat Albayrak - 7.454
42. Gerrit Valk - 620
43. Jaap Jelle Feenstra - 293
44. Willie Swildens-Rozendaal - 542
45. Jet Bussemaker - 407
46. Thanasis Apostolou[1] - 533
47. Tineke Witteveen-Hevinga[1] - 891
48. Annet van der Hoek[1] - 1.776
49. Gerrit Schoenmakers[1] - 672
50. Usman Santi[1] - 3.549
51. Harm Evert Waalkens[1] - 1.917
52. Arie Kuijper[1] - 1.853
53. Willem Herrebrugh[1] - 248
54. Rik Hindriks[1] - 202
55. Jeroen Dijsselbloem[1] - 575
56. Hillie Molenaar[1] - 3.696
57. Staf Depla[1] - 415
58. Eppo Bolhuis[1] - 492
59. Jo Horn[1] - 290
60. Jacques Monasch - 179
61. Annie de Veer - 447
62. Leo Balai - 869
63. Gerdi Verbeet[1] - 368
64. Seyfi Özgüzel - 10.360
65. Tineke Lander-Riemersma - 266
66. Jack van Ham - 231
67. Lydia Giltaij-Lansink - 271
68. André Gerrits - 142
69. Jetta Klijnsma - 177
70. Arend Hilhorst - 74
71. Thea Fierens - 309
72. Jaap Dijkstra - 285
73. Michiel van Hulten - 173
74. Ton Huiskens - 1.171

PvdA · CDA · VVD · D66 · AOV/U55+ · GroenLinks · Centrumdemocraten · RPF · SGP · GPV · SP · Senioren 2000 · Natuurwetpartij · NCPN · De Groenen · Vrije Indische Partij · Idealisten/Jij · NMP · Nederland Mobiel · Katholiek Politieke Partij · Het Kiezers Collectief · NSOV
1946 · 1948 · 1952 · 1956 · 1959 · 1963 · 1967 · 1971 · 1972 · 1977 · 1981 · 1982 · 1986 · 1989 · 1994 · 1998 · 2002 · 2003 · 2006 · 2010 · 2012 · 2017 · 
2021 · 2023